# Entartete Musik
Begrebet Entartete Musik ("dekadent, forvansket", "degenereret" musik; sml. Entartete Kunst) betegnede den – moderne – musik, der gik imod nationalsocialisternes ideologi. Nationalsocialismen i Tyskland var ikke blot en politisk, men også en kulturel bevægelse. der bevidst brød med den kulturelle pluralisme under Weimarrepublikken.
Moderne komponister blev forfulgt som repræsentanter for Entartete Musik, heriblandt kunstnere som Arnold Schönberg, Ernst Krenek, Kurt Weill, Hanns Eisler, Franz Schreker, Erwin Schulhoff og Ernst Toch, men også "ariske“ komponister som Anton Webern, Paul Hindemith og Igor Stravinskij. Værker af allerede døde kunstnere som Alban Berg blev også ramt.

## Udstilling
Inden for rammerne af Reichsmusiktage 1938 i Düsseldorf – hvor Richard Strauss ved åbningen dirigerede sit Festliches Präludium (1913) – organiserede Hans Severus Ziegler i anledning af Müncher-udstillingen "Entartete Kunst“ fra 1937 udstillingen "Entartete Musik“, hvor han polemiserede mod jazz og musik af jødiske musikere og komponister og krævede, at de blev fjernet fra det tyske musikliv. Udstillingen blev også vist i Weimar, München og Wien. Plakater med en karikatur af en sort jazzmusiker, der bar en davidstjerne i knaphullet, havde desuden teksten: "Entartete Musik – eine Abrechnung von Staatsrat Dr. Hans Severus Ziegler, Generalintendant des Deutschen Nationaltheaters zu Weimar“ ("Entartete Musik – en udtalelse af statsråd dr. Hans Severus Ziegler, generalintendant for det tyske nationalteater i Weimar“)